# Laguna de Bay
La laguna de Baý (en tagalo: Lawà ng Bai) es el lago más grande de Filipinas, y el segundo lago de agua dulce tierra adentro en el sureste asiático, después del lago Toba, en Sumatra, Indonesia. Está localizado en la isla de Luzón, entre las provincias de La Laguna (al sur) y Rizal (al norte). La Gran Manila se encuentra en la costa oeste. Su superficie es de 949 km², y tiene una profundidad promedio de solo 2 m. El lago tiene una forma parecida a una W, con dos penínsulas saliendo de la costa norte. La parte central de la laguna es formada por una caldera volcánica sumergida. La Laguna de Baý drena hacia la bahía de Manila, a través del río Pasig. Este lago se llena de redes de los pescadores locales que regularmente pescan allí.
Hay una isla de gran tamaño, Talim, la cual es parte de los municipios de Binangonan y Cardona, en la provincia de Rizal.
Laguna de Baý es un término castellano, denominada así por el municipio de Baý en la provincia de La Laguna. Según el Vocabulario de lengua tagala de 1613, impreso en Pila, Laguna, el nombre prehispánico del lago es Pulilan.